# Grayvoronsky (huyện)
Huyện Grayvoronsky (tiếng Nga: ? райо́н) là một huyện hành chính tự quản (raion), của Tỉnh Belgorod, Nga. Huyện có diện tích 877 kilômét vuông, dân số thời điểm ngày 1 tháng 1 năm 2000 là 27700 người. Trung tâm của huyện đóng ở Grayvoron.